# Forcipomyia varicolor
Forcipomyia varicolor är en tvåvingeart som beskrevs av Saunders 1956. Forcipomyia varicolor ingår i släktet Forcipomyia och familjen svidknott. Inga underarter finns listade i Catalogue of Life.